# Silikon (TV-program)
Silikon, program på TV3 som sändes från 1998 till 2001. Programmet vände sig särskilt till yngre kvinnor. 
I programmet förekom inslag om kläder och mode "Gör om mig", intervju med kända personer i "Tätt intill" 
(där ett av de mer omtalade intervjuerna var en där Ulrika Eriksson frågade Lars Leijonborg om han rakar pungen) men även reportage, till exempel hur det är att vara ung tjej och utvisningshotad i Sverige.
Programledare 1998-2000 var Gry Forssell och Ulrika Eriksson. 
Eriksson valde att börja studera 2001 och ny programledare blev istället Josefin Crafoord.